# Pennzoil 400
Le Pennzoil 400 est une course automobile annuelle organisée par la NASCAR à l'occasion du championnat des NASCAR Cup Series se déroulant sur le Las Vegas Motor Speedway dans le Nevada.
Jusque 2008, la course se dispute sur une longueur de 400 miles (644 km).
Chose unique en NASCAR, le vainqueur se voit décerner une énorme ceinture (semblable à celle remise lors des combats de boxe) plutôt qu'une coupe ou un trophée.

## Historique du nom[1]
La course inaugurale eut lieu en 1998. Pendant plusieurs années, la course est sponsorisée par les sociétés United Auto Workers et Daimler-Chrysler. Elle porte chronologiquement le nom de Las Vegas 400 (en 1998 et 1999) et CarsDirect.com 400 (en 2000).
De 2001 à 2008, la course reçoit un sponsoring unique de la société Chrysler appelée à l'époque DaimlerChrysler AG. Elle est renommée de 2001 à 2007 l'UAW-DaimlerChrysler 400. Après le rachat de Daimler par la société Cerberus Capital Management, la course est rebaptisée en 2008 l'UAW-Dodge 400.
La société Carroll Shelby International reprend le sponsoring en 2009 et en 2010 la course est renommée respectivement le Shelby 427 Cobra (la course a été allongée de 27 miles (43 km) et le Shelby American.
La société Lowe's Companies, Inc. par l'entremise de sa filiale Kobalt Tools, devient le sponsor en 2011 modifiant le nom de l'événement en Kobalt Tools 400 (de 2011 à 2013) et en Kobalt 400 (de 2014 à 2017). Cette société était le sponsor du nom de la course de printemps se déroulant à Atlanta, le Quaker State 400.
À partir de la saison 2018, le nouveau sponsor est la société Pennzoil.

Logos du Pennzoil 400
2010
2015
2016
2017
depuis 2018

## Caractéristiques
- Course :
  - Longueur : 400,5 milles (644,542 km)
  - Nombre de tours : 237
    - Segment 1 : 80 tours
    - Segment 2 : 80 tours
    - Segment 3 : 107 tours

- Piste :
  - Type : superspeedway tri-oval
  - Revêtement : asphalte
  - Longueur circuit : 1,5 milles (2,414 km)
  - Nombre de virages : 4
  - Inclinaison (Banking) :
    - Virages : 12 à 20° (progressif)

## Palmarès
| Année | Date       | Pilote           | Écurie               | Châssis   | Course | Course          | Course          | Course            | Note       |
| ----- | ---------- | ---------------- | -------------------- | --------- | ------ | --------------- | --------------- | ----------------- | ---------- |
| Année | Date       | Pilote           | Écurie               | Châssis   | Tours  | Miles (km)      | Durée           | Moyenne (miles/h) | Note       |
| 1998  | 1er mars   | Mark Martin      | Roush Racing         | Ford      | 267    | 400,5 (644,542) | 2 h 43 min 58 s | 146,554           |            |
| 1999  | 7 mars     | Jeff Burton      | Roush Racing         | Ford      | 267    | 400,5 (644,542) | 2 h 54 min 43 s | 137,537           |            |
| 2000  | 5 mars     | Jeff Burton      | Roush Racing         | Ford      | 148    | 222 (357,274)   | 1 h 51 min 1 s  | 119,982           | [ Note 1 ] |
| 2001  | 4 mars     | Jeff Gordon      | Hendrick Motorsports | Chevrolet | 267    | 400,5 (644,542) | 2 h 57 min 17 s | 135,546           |            |
| 2002  | 3 mars     | Sterling Marlin  | Chip Ganassi Racing  | Dodge     | 267    | 400,5 (644,542) | 2 h 55 min 43 s | 136,754           |            |
| 2003  | 2 mars     | Matt Kenseth     | Roush Racing         | Ford      | 267    | 400,5 (644,542) | 3 h 0 min 46 s  | 132,934           |            |
| 2004  | 7 mars     | Matt Kenseth     | Roush Racing         | Ford      | 267    | 400,5 (644,542) | 3 h 6 min 35 s  | 128,79            |            |
| 2005  | 13 mars    | Jimmie Johnson   | Hendrick Motorsports | Chevrolet | 267    | 400,5 (644,542) | 3 h 18 min 32 s | 121,038           |            |
| 2006  | 12 mars    | Jimmie Johnson   | Hendrick Motorsports | Chevrolet | 270    | 405 (651,784)   | 3 h 2 min 13 s  | 133,358           | [ Note 2 ] |
| 2007  | 11 mars    | Jimmie Johnson   | Hendrick Motorsports | Chevrolet | 267    | 400,5 (644,542) | 3 h 7 min 28 s  | 128,183           | [ Note 3 ] |
| 2008  | 2 mars     | Carl Edwards     | Roush Fenway Racing  | Ford      | 267    | 400,5 (644,542) | 3 h 8 min 8 s   | 127,729           |            |
| 2009  | 1er mars   | Kyle Busch       | Joe Gibbs Racing     | Toyota    | 285    | 427,5 (687,994) | 3 h 34 min 37 s | 119,515           |            |
| 2010  | 28 février | Jimmie Johnson   | Hendrick Motorsports | Chevrolet | 267    | 400,5 (644,542) | 2 h 49 min 53 s | 141,450           |            |
| 2011  | 6 mars     | Carl Edwards     | Roush Fenway Racing  | Ford      | 267    | 400,5 (644,542) | 2 h 57 min 20 s | 135,508           |            |
| 2012  | 11 mars    | Tony Stewart     | Stewart Haas Racing  | Chevrolet | 267    | 400,5 (644,542) | 2 h 54 min 44 s | 137,524           |            |
| 2013  | 10 mars    | Matt Kenseth     | Joe Gibbs Racing     | Toyota    | 267    | 400,5 (644,542) | 2 h 44 min 16 s | 146,287           | [ Note 4 ] |
| 2014  | 9 mars     | Brad Keselowski  | Team Penske          | Ford      | 267    | 400,5 (644,542) | 2 h 35 min 24 s | 154,633           |            |
| 2015  | 8 mars     | Kevin Harvick    | Stewart Haas Racing  | Chevrolet | 267    | 400,5 (644,542) | 2 h 47 min 15 s | 143,677           |            |
| 2016  | 6 mars     | Brad Keselowski  | Team Penske          | Ford      | 267    | 400,5 (644,542) | 2 h 53 min 55 s | 138,170           |            |
| 2017  | 12 mars    | Martin Truex Jr. | Furniture Row Racing | Toyota    | 267    | 400,5 (644,542) | 2 h 56 min 39 s | 136,032           | [ 7 ]      |
| 2018  | 4 mars     | Kevin Harvick    | Stewart-Haas Racing  | Ford      | 267    | 400,5 (644,542) | 2 h 49 min 31 s | 141,756           | [ 8 ]      |
| 2019  | 3 mars     | Joey Logano      | Team Penske          | Ford      | 267    | 400,5 (644,542) | 2 h 35 min 11 s | 154,849           | [ 9 ]      |
| 2020  | 23 février | Joey Logano      | Team Penske          | Ford      | 267    | 400,5 (644,542) | 2 h 58 min 11 s | 134,861           | [ 10 ]     |
| 2021  | 7 mars     | Kyle Larson      | Hendrick Motorsports | Chevrolet | 267    | 400,5 (644,542) | 2 h 52 min 7 s  | 139,615           | [ 11 ]     |
| 2022  | 6 mars     | Alex Bowman      | Hendrick Motorsports | Chevrolet | 274    | 411 (661,440)   | 3 h 29 min 50 s | 117,552           | ,          |
| 2023  | 5 mars     | William Byron    | Hendrick Motorsports | Chevrolet | 271    | 406,5 (654,198) | 2 h 50 min 30 s | 142,980           | ,          |
| 2024  | 3 mars     | Kyle Larson      | Hendrick Motorsports | Chevrolet | 267    | 400,5 (644,542) | 3 h 0 min 25 s  | 133,192           |            |

Notes : 
1. ↑  La course de 2000 a été raccourcie à cause de la pluie.
2. 1 2  La course de 2006 a été allongée à la suite d'une prolongation.
3. ↑  L'édition de 2007 est la première course à utiliser la nouvelle configuration de course.
4. ↑  En 2013, Matt Kenseth gagne la course le jour de son anniversaire (41 ans).
5. ↑  La course de 2022 a été prolongée à la suite d'un accident dans les derniers tours de la course.

## Pilotes multiples vainqueurs
| Nb. Vict. | Pilote          | Saison                 |
| --------- | --------------- | ---------------------- |
| 4         | Jimmie Johnson  | 2005, 2006, 2007, 2010 |
| 3         | Matt Kenseth    | 2003, 2004, 2013       |
| 2         | Jeff Burton     | 1999, 2000             |
| 2         | Carl Edwards    | 2008, 2011             |
| 2         | Kevin Harvick   | 2015, 2018             |
| 2         | Brad Keselowski | 2014, 2016             |
| 2         | Joey Logano     | 2019, 2020             |
| 2         | Kyle Larson     | 2021, 2024             |

## Écuries multiples gagnantes
| Nb. Vict. | Équipe               | Saison                                               |
| --------- | -------------------- | ---------------------------------------------------- |
| 9         | Hendrick Motorsports | 2001, 2005, 2006, 2007, 2010, 2021, 2022, 2023, 2024 |
| 7         | Roush Fenway Racing  | 1998, 1999, 2000, 2003, 2004, 2008, 2011             |
| 4         | Team Penske          | 2014, 2016, 2019, 2020                               |
| 3         | Stewart-Haas Racing  | 2012, 2015, 2018                                     |
| 2         | Joe Gibbs Racing     | 2009, 2013                                           |

## Victoires par marque de voiture
| Nb. Vict. | Marque    | Saison                                                                 |
| --------- | --------- | ---------------------------------------------------------------------- |
| 12        | Ford      | 1998, 1999, 2000, 2003, 2004, 2008, 2011, 2014, 2016, 2018, 2019, 2020 |
| 11        | Chevrolet | 2001, 2005, 2006, 2007, 2010, 2012, 2015, 2021, 2022, 2023, 2024       |
| 3         | Toyota    | 2009, 2013, 2017                                                       |
| 1         | Dodge     | 2002                                                                   |